# Koreai irodalmi műfajok
A hagyományos koreai irodalmi műfajokat Kim Hunggju (김흥규, Kim Heung-gyu) irodalomprofesszor öt részre osztotta: lírai, elbeszélő, drámai, didaktikus és kevert műfajokra. A lírai műfajok közé tartoznak többek között a korjói (goryeói) dalok, a hjangga (hyangga), a sidzso (sijo); az elbeszélő műfajok közé a legendák, mítoszok, sámánkántálások, a phanszori (pansori), a sinszoszol (sinsoseol) és a modern regény; a drámai műfajokhoz sorolhatóak a thalcshum (talchum) maszkos táncok, a koreai bábjáték és a modern dráma; a didaktikus műfajokhoz tartozik az akcshang (akchang) és a cshangga (changga); a kevert műfajok közé pedig a kasza (gasa), a kjonggicshega (gyeonggichaega), a jadam (yadam) és az úgynevezett „álomfeljegyzések”.

## Lírai műfajok
A koreai nyelven született hagyományos lírai műfajok közül négy emelkedik ki, a hjangga (hyangga), a korjói (goryeói) dalok (여요, jojo (yeoyo)), a sidzso (sijo) és a kasza (gasa). Ezeken kívül léteztek még rövidebb életű műfajok, mint például a kjonggicshe (gyeonggiche) (경기체) a 14. és 15. században vagy a 15. században népszerű akcsang (akjang) (악장). Kim Hunggju (Kim Heung-gyu) szerint a kasza (gasa) a kevert műfajok közé tartozik.

### Ősi dalok
Az ősi dalok (고대가요, kode kajo (godae gayo)) azokat a dalokat jelöli, melyeket a koreaiak ősei énekeltek, valószínűleg vallási kötődéssel, egyfajta imaként vagy ceremoniális dalokként. A klasszikus kínai nyelven lejegyzett (azaz kínaira fordított) ilyen ősi dalok közé tartozik az i. sz. 42-ből származó Kudzsiga (구지가, „A teknős dala”, Gujiga) vagy a Juri (Yuri) kogurjói (goguryeói) királynak tulajdonított, i.e. 17-ből származó Hvangdzsoga (Hwangjoga) (황조가, 黃鳥歌; „Sárgarigók”).
| Sárgarigók | Sárgarigók | Sárgarigók                              | Sárgarigók                      |
| ---------- | ---------- | --------------------------------------- | ------------------------------- |
| 翩翩黃鳥   | 편편황조   | Phjonphjonhvangdzso (Pyeonpyeonhwangjo) | Röpködő sárgarigók,             |
| 雌雄相依   | 자웅상의   | csaungszangi (jaungsangui)              | férfi és nő, szerelemmel telve. |
| 念我之獨   | 염아지독   | Jomadzsidok (Yeomajidok)                | Magányomban én                  |
| 誰其與歸   | 수기여귀   | szugijogü (sugiyeogwi)                  | ugyan kivel megyek haza?        |

### Hjangga(Hyangga)
A hjangga (hyangga) jobbára a Silla-korabeli népdalokat jelöli a 6. és a 10. század között. Nagy részük szájhagyomány útján terjedt, más részüket hjangcshal (hyangchal) (향찰) írással írták le, ami kínai írásjegyekkel próbálta meg visszaadni a koreai nyelv kiejtését. Az utókorra fennmaradt 25 hjangga (hyangga) között vannak négy-, nyolc- és tízsoros költemények. Az általános vélekedés szerint a népi eredetű négysoros hjanggák (hyanggák)kal szemben a tízsorosakat szinte biztosan felsőbb osztálybeliek írták, például hvarang (hwarang)ok és buddhista szerzetesek.

### Korjói(Goryeói)dalok

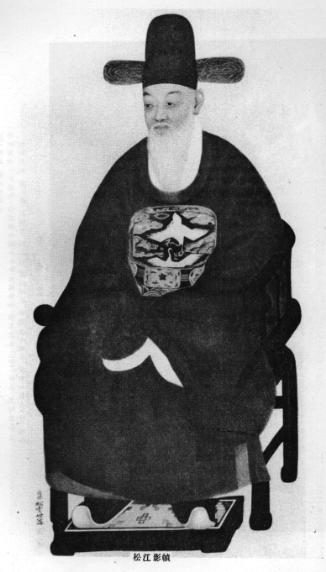
Csong Cshol (Jeong Cheol), a kasza (gasa)- és sidzso (sijo)költészet kiemelkedő alakja

A korjói (goryeói) dalok a Korjo (Goryeo)-korban (918–1392) született koreai nyelvű költemények. Két reprezentatív típusuk különíthető el: a szogjo (속요, sogyo) és a kjonggicshega (경기체가, gyeonggichega). Összesen 33 dal szövege maradt fenn, ezeket valószínűleg a Csoszon (Joseon)-kori gyűjteményeket készítő konfuciánus tudósok cenzúrázták; további 39-nek a címe ismert.

### Sidzso(Sijo)
A sidzso (sijo) a Korjo (Goryeo)-korban jelent meg, de a Csoszon (Joseon)-dinasztia idején is népszerű volt. Általában háromsoros, összesen 41-50 szótagból álló, rím nélküli költemény, mely eredetileg énekvers volt, és a név maga is egy dallamfajtát jelöl. Valószínűleg a 13. század végén, más források szerint a 14.-15. század fordulóján keletkezett, eredetileg kínai írásjegyekkel írták, illetve szájról-szájra terjedt, majd az 1900-as években hangullal jegyezték le őket. Mivel a kínai nyelvvel ellentétben a koreai nyelv agglutináló, a kínai írásjegyekkel nehéz volt lejegyezni a költeményeket és emiatt többféleképpen is értelmezhetőek. 1900 előttről körülbelül 3600 sidzso (sijo)vers maradt fenn. Azon kevés koreai lírai műfajhoz tartozik, melyet a kortárs modern költők is művelnek még.

### Népdalok
A népdalok gyűjtőneve szodzsong minjo (seojong minyo) (서정 민요, „lírai ballada”), ide tartoznak azok a nép által énekelt dalok, melyek a hétköznapi élethez, rituálékhoz kapcsolódnak. Gyakran regionális változatai alakultak ki egy-egy ilyen dalnak, ilyen például az Arirang, melynek több mint 3600 változata létezik, a legrégebbi 600 éves. A népdalok közé sorolható a Kanggang szulle (Ganggang sullae) tánc improvizált éneke is.

### Klasszikus kínai nyelven írt költemények
A hangul írás kialakításáig az írott irodalmat kínai írással művelték, és a kínai költészetre jellemző műfajokat alkalmazták. A gyakori versformák közé tartozott a ku-si (gu-shi) (古诗, „régies verselés”), a lü-si (lü-shi) (律诗, nyolcsoros szabályozott verselés), a paj-lü (pai-lü) (排律, meghatározatlan hosszúságú, párversekből álló költemény), a fu (賦, „rímes próza”), a c (ci)e (词), valamint a jüe-fu (yue-fu) (乐府, népdal).
Koreai dalokat korábban is lejegyeztek már kínai írásjegyekkel, azonban csak a Silla-kor óta írtak kifejezetten kínai nyelven költeményeket a magasabb osztálybeliek és a tudósok. A Korjo (Goryeo)- és a Csoszon (Joseon)-korban a jangban (yangban) nemesség számára az elsődleges költői kifejező eszközt a kínai költői műfajok jelentették. A kínaiul írt költeményeket koreai kiejtéssel olvasták fel.

### Hoduga(Heoduga)
A hoduga (허두가, heoduga) vagy phanszori tanga (판소리 단가, pansori danga) olyan dal, melyet a phanszori (pansori) előtt énekelnek a hangszálak bemelegítésére. Körülbelül 40-50 ilyen dal létezett, ezekből húsz maradt fenn. Legtöbbjükben etikai tartalmú kínai közmondások is felfedezhetőek, ami azt mutatja, hogy az ősi irodalmi stílusokat próbálták imitálni. Emiatt nyelvezetük formálisabb.

### Csapka(Japga)
A csapka (잡가, japga) olyan dalokat jelöl, melyeket az utcai előadóművészek énekeltek a piacokon a Csoszon (Joseon)-kor második felében, a 18. század kezdetétől. A műfaj rendkívül változatos, flexibilis, és szabadon kölcsönöz más műfajoktól, például a kaszától (gasától), a sidzsótól (sijótól), a népdaloktól és a phanszori (pansori)tól is. A dallama, zenéje elegánsabb és kifinomultabb, mint az egyszerű népdaloké, de kevésbé kötött és fennkölt, mint a jangban (yangban) nemesek által kedvelt műfajoké. Témaválasztása is változatos, az egyszerű emberek hétköznapjait, érzelmeit dolgozza fel.

### Új költészet és modern költészet
Az „új költészet” (신체시, sincshesi (sinchesi)) terminológia azokat a költeményeket jelöli, melyek 1908 és 1918 között születtek, és eltérőek voltak a korábban megszokott hagyományos formáktól. A tradicionális és modern koreai költészet közötti átmenetet képezi. Olyan diákok írták ezeket a verseket, akik Japánban tanultak és ott megismerkedtek a japánra fordított nyugati költészettel. Cshö Namszon (Choi Nam-seon) (최남선) Heegeszo szonjonege (Haeegeseo sonyeonege) (해에게서 소년에게, „A tengertől a fiúknak”) című versét tartják az első ilyen jelentős műnek. A vers tipográfiai elrendezése is meghökkentő volt a kor olvasói számára: a költeményt vizuális élményként is lehet értelmezni.

## Elbeszélő műfajok

### Mítoszok

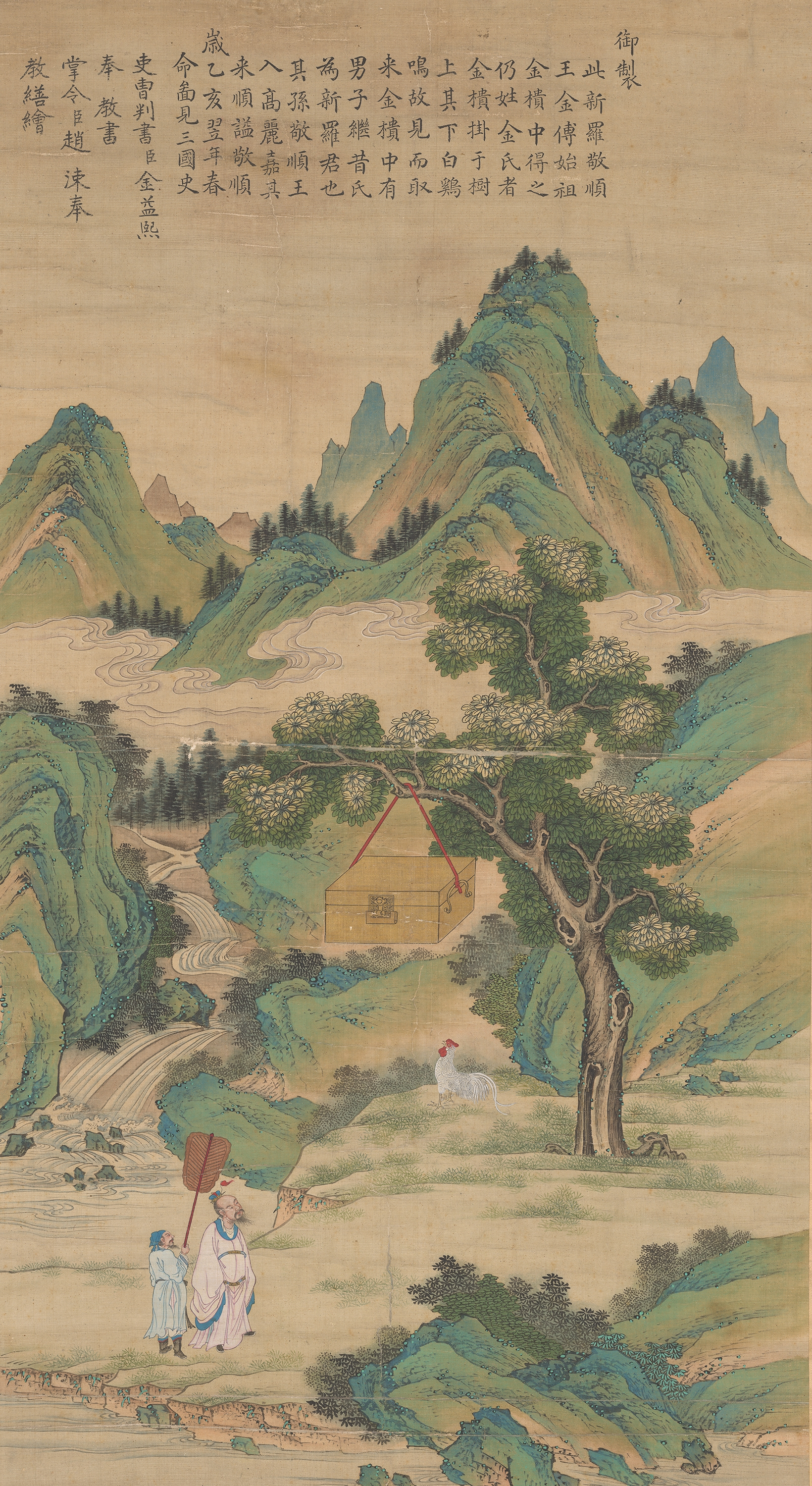
Kim Aldzsi (Kim Alji) mítoszát ábrázoló festmény

A koreai mítoszok kezdete a három királyság, Kogurjo (Goguryeo), Pekcse (Baekje) és Silla alapításához kötődik, de ezek a mítoszok a generációról generációra adás közben jelentősen módosultak. Ezek közé a eredetmítoszok közé tartozik Tangun (Dangun), az első koreai királyság, Kodzsoszon (Gojoseon) alapítójának mítosza, Ko Dzsumong (Go Jumong), Kogurjo (Goguryeo) alapítójának kiterjedt mítoszköre, Hjokkosze (Hyeokgeose) sillai király, Kim Aldzsi (Kim Alji), a kjongdzsui (gyeongjui) Kim klán alapítója vagy éppen Szuro (Suro), Kumgvan Kaja (Geumgwan Gaya) alapítójának mítosza. Ezek a mítoszok legitimalizálták a korjói (goyeói) királyok uralkodását, mivel a koreai mentalitás szerint az uralkodók felmenőinek isteni származásúaknak kellett lenniük. A mítoszok közös motívuma, hogy az uralkodó őse az égből érkezett, majd nyugatról keletre vagy északról délre vándorolva alapította meg az adott királyságot. Egyes mítoszkörök a koreai klánok eredetéről szólnak.
Az alapítómítoszok sámánénekben maradtak fenn és adódtak tovább. Jellemzően a mítosz főhőse nemes származású, szokatlan módon születik, természetfeletti erővel rendelkezik, érzelmi és fizikai szenvedésen megy keresztül, találkozik egy megmentővel, leküzdi az akadályokat, csatában győzedelmeskedik, majd végül isteni természetű hőssé válik. Ezekben a történetekben nem maga az akadályok milyensége fontos, hanem a tény, hogy a hős leküzdi, képes leküzdeni azokat. Ez a fajta történetstruktúra a későbbi Csoszon (Joseon)-kori regényekre is nagy hatást gyakorolt.

### Legendák
A legendák hősei általában hétköznapi hősök, akik nem feltétlenül rendelkeznek természetfeletti képességekkel vagy nemesi származással. A koreai irodalom rendkívül gazdag legendákban, írott formában azonban csak kevés dokumentumban lelhetőek fel. Ezek közé tartoznak a Szamguk szagi (Samguk sagi) (ca. 1145), a Szamguk jusza (Samguk yusa) (ca. 1285), a Tongguk jodzsi szungnam (Dongguk yeoji seungnam) (동국여지승람, „Korea földrajzának bővített felmérése”; 1481), a Szedzsong sillok csiridzsi (Sejong sillok jiriji) (세종실록 지리지, „Szedzsong király igaz feljegyzései”; 1454) könyvek, valamint a helyi történelmet feljegyző krónikák (읍지, upcsi (eupji)). Sok legenda foglalkozik háborús hősökkel, illetve vallási, népi hiedelmekkel. A legendáknak gyakran regionális változataik is vannak. Az ismert legendák közé tartozik például Arang története.

### Népmesék

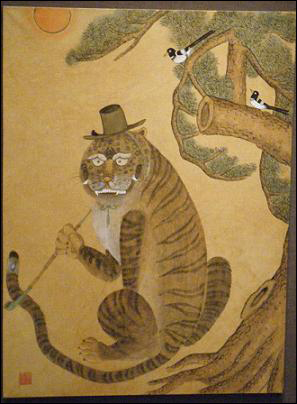
Pipázó tigris koreai népi festményen

Míg az angol mesék úgy kezdődnek, hogy „once upon a time”, a magyar népmesék kezdete pedig „egyszer volt, hol nem volt”, addig a koreai népmeséket azzal kezdik, hogy „amikor a tigrisek pipáztak” (호랑이 담배 먹던 시절에, horangi tambe mokton sidzsore (horangi dambae meokdeon sijeole)). A koreai népi festményeknek is gyakori szereplője a bambuszpipát szívó tigris.
A népszerű állatmesék egy részéből a Csoszon (Joseon)-korban regények is születtek, ilyen például a Thokki cson (Tokki jeon) (토끼전, „A nyúl története”), vagy a Szo Tedzsu cson (Seo Daeju jeon) (서대주전, „Tedzsu (Daeju), a patkány története”).
A koreai népmesék jelentős részét teszik ki a humoros mesék, melyek gyakran szólnak az emberi gyengeségről, de jellegükben nem szarkasztikusak, hanem inkább humorosan megbocsátóak. Akárcsak más népek meséi esetén, a koreai mesékben is megtalálhatóak a természetfeletti elemek, de vannak olyan népmesék is, melyek valóságos alapokon nyugszanak.

### Elbeszélő sámánénekek

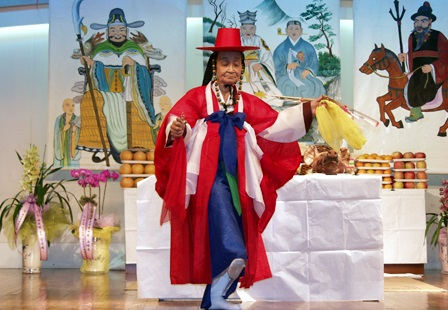
Koreai sámánnő (mudang) kut (gut) rituálé közben

A mítoszok között tárgyalt alapító mítoszok sámánisztikus elemeket is tartalmaznak, és valószínűleg sámánokon keresztül terjedtek. A sámánénekek közül a narratív sámánénekek (서사무가, szosza muga (seosa muga)) a különösen fontosak az irodalomtörténet számára, mert a koreai irodalom történeti fejlődését is nyomon lehet követni általuk. Ezeket az énekeket a sámánok a kut (gut) (굿) szertartáson adták elő. A narratív sámánénekeket istenségek és szellemek hívására használták és zenei kísérettel adták elő. Ezekben a történetekben az istenek és szellemek ugyanolyan tulajdonságokkal bírnak, mint az emberek, és a sámán humorral is fűszerezi az előadást. Az egyik legkedveltebb istenség Pari kongdzsu (Bari gongju) volt, aki képes utat nyitni a halandó világ és a túlvilág között. A sámánénekek nem csupán a vallási igények kiszolgálásában játszottak nagy szerepet, de később hatással voltak a phanszori (pansori) és a klasszikus regények fejlődésére is.

### Phanszori(Pansori)

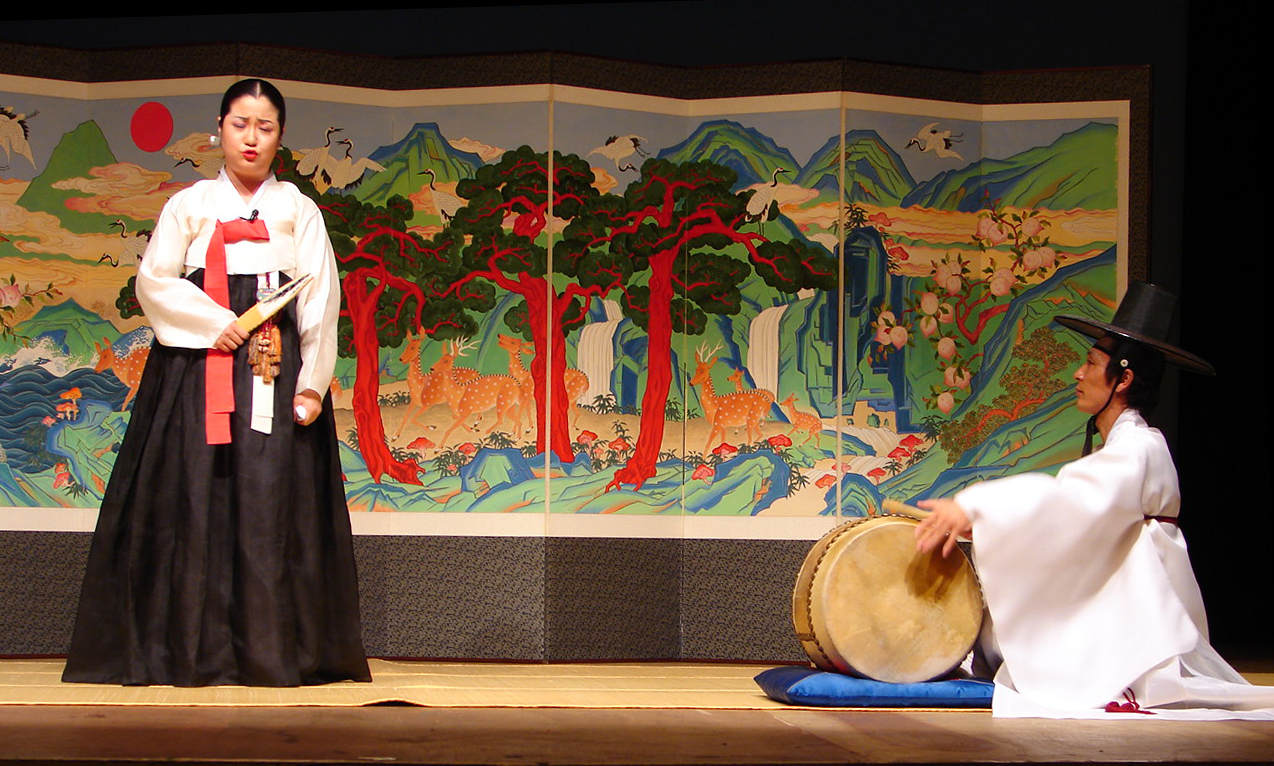
Phanszori (Pansori)-előadás

A phanszori (pansori) narratív zenei előadásmód, szereplői az énekes, aki énekkel, narrációval és dramatizált testbeszéddel, kezében legyezővel egy történetet mesél el, és a dobos, aki kíséri. A műfaj eredete a 17. század végére vezethető vissza, valószínűleg a sámánénekekből fejlődött ki. Ma már csak öt eredeti phanszori (pansori)művet ismernek, azonban a 20. században születtek új darabok is. Egy-egy előadás több órásra is nyúlhat, akár 8-9 órás is lehet.
A phanszori (pansori) próza (판소리 소설, phanszori szoszol (pansori soseol)) a narratív phanszori (pansori)ból alakult ki olyan módon, hogy a történeteket leírták szövegesen. Ezek a történetek általában a pórnép problémáival, életével foglalkoznak, az ő világszemléletüket tükrözik és népszerű hősöket alkotnak. Jellemző, hogy nincsenek természetfeletti erőkkel bíró hősök, az emberi élményekre helyeződik a hangsúly. Nyelvezetében keveredik a fennkölt irodalmi nyelv és a beszélt nyelv, a próza és a vers, stílusában vegyesen drámai, szatirikus, humoros.
2003-ban a phanszori (pansori)t az UNESCO az emberiség kulturális örökségének részévé nyilvánította.

### Sinszoszol(Sinsoseol)
Az 1900-as évek elején, ahogy Korea megnyílt a külvilág számára és újfajta életmód kezdődött, egy újfajta irodalmi műfaj is megjelent, a sinszoszol (sinsoseol) („új regény”) mely ezeket a változtatásokat tükrözte. A korábbi irodalmi szokásokkal ellentétben megjelentek olyan írók, akik professzionálisan csak írással foglalkoztak. A modernizációt propagáló „új regényeket” az újságok közölték részletekben, ezzel nagy számú olvasótáborhoz juttatva el a történeteket.

## Drámai műfajok

### Cshangguk(Changgeuk)
A cshangguk (changgeuk) a phanszori (pansori)ból kifejlődött koreai opera megnevezése. Az 1900-as évek elején jött létre, jellemzője, hogy a darabot több énekes adja elő, zenekari kísérettel, tánccal, egy-egy szerepet egy színész alakít, szemben a phanszori (pansori)val, ahol egyetlen énekes ad elő minden szereplőt és hagyományosan egy dobos kíséri.

### Thalcshum(Talchum)
A thalcshum (talchum) a koreai maszkos táncok összefoglaló neve. Eredetükre számos elmélet létezik. A koreai maszkos táncok régiónként változóak, számos maszkváltozattal, tánccal és kísérő zenével. Dél-Koreában a talcshum (talchum) táncok a kulturális örökségvédelmi program részei, fontos szellemi kulturális örökség besorolást kaptak.

### Bábjáték
Koreaiul a báb elnevezése kkoktu gaksi (꼭두각시, kkokdu gaksi), amiből a kaksi (gaksi) jelentése „menyasszony” vagy „fiatal lány”, és az egyik leggyakoribb bábtípust jelöli. Ma már csak két bábjáték szövege ismert, az egyik a Kkoktu kaksi nori (Kkokdu gaksi nori) (꼭두각시놀이), a másik a Manszokcsung nori (Manseokjung nori) (만석중놀이). A koreai bábjátékok rendszerint társadalmi kritikát fogalmaztak meg, a nemeseket és a hitüket vesztett buddhista papokat gúnyolták. A Kkoktu kaksi nori (Kkokdu gaksi nori)t ma is játsszák fesztiválokon, nyolc jelenetből áll, a bábkészlet 15 darabos.

### Sinphageuk(Sinpageuk)
Az 1910-es évek elején kezdett divatba jönni Koreában a sinphaguk (sinpageuk), a japán sinpa (新派) alapján. Japánban ez a színpadi műfaj a nyugati színjátszás és a kabuki színház egyfajta keveréke volt. A japánok a koreai kultúra elnyomásának céljával próbálták meg elterjeszteni ezt a banális, szentimentális műfajt, olyan közreműködők segítségével, mint a Japánban tanult Im Szonggu (Im Seonggu), aki a Hjoksindan (혁신단, Hyeoksindan) társulatot vezette. A Hjoksindan (Hyeoksindan) játszott először sinphaguk (sinpageuk) műveket, előbb japánból átvett színdarabokat, majd koreai újságokban megjelent folytatásos regényeket ültettek át színpadra. A legnépszerűbb témák a családi konfliktusok, a dramatizált férfi−nő kapcsolatok, tragikus családi kapcsolatok, szerelmi botrányok voltak. Szenzációhajhászás és túlzásba vitt érzelmek jellemezték ezeket a műveket, melyek célja az emberek figyelmének elterelése volt a japán gyarmatosításról. Ennek a műfajnak az ellensúlyozására jött létre a singuk (singeuk), az új dráma, mely már a nyugati színjátszás hagyományaira épült.

### Modern dráma

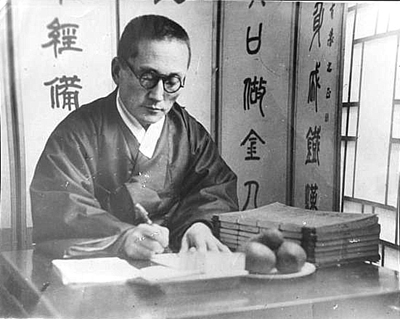
I Gvangszu (Yi Gwangsu)

A modern dráma (hjondeguk (hyeondaegeuk), 현대극) megjelenése előtt már a sinphaguk (sinpageuk) idejében léteztek olyan színdarabok, amelyek írói ugyan nem tudták teljesen levetkőzni a sinphaguk (sinpageuk) túldramatizált voltát és a túlzásba vitt modernizációs törekvéseket, mégis megpróbáltak a műfaj kommersz volta mögé valamiféle valódi társadalmi mondanivalót vinni. Ilyen volt például I Gvangszu (Yi Gwangsu) Kjuhan (Gyuhan) című színdarabja 1917-ben.
A valódi modern koreai dráma alapjait az 1920-as években fektették le, amikor koreai diákok Tokióban megalakították a Drámakutató Társaságot (Kugjeszul Jonguhö (Geukyesul Yeonguhoe), 극예술연구회) és létrejött a Kaldophö (갈돕회, Galdobhoe), a Kjongszong (Gyeongseong) Középiskola turnézó színházcsoportja. Mindkét csoport bejárta egész Koreát, és mellettük más középiskolákban is alakultak drámakörök, melyek koreai írók új színdarabjai mellett nyugati darabokat, pl. George Bernard Shaw műveit vitték színre.
A koreai dráma fejlődése ebben az időszakban mégis lassú és korlátozott volt. A közönség nem volt felkészülve a nyugatról közvetlenül átvett játékstílusra, melyet nem igazítottak a koreai szokásokhoz és igényekhez. A japán elnyomás alatt nehéz volt megfelelő színháztermekhez jutni. A legnagyobb gondot mégis az jelentette, hogy egyes társulatok túlságosan nagy hangsúlyt fektettek a külföldi művek szó szerinti átvételére, így egyre kevésbé dolgoztak fel koreaiakat érintő problémákat. Ez a jelenség még az 1950-es években is jelen volt a koreai színjátszásban.
Az 1920-as évektől a koreai drámaírókat leginkább a realizmus foglalkoztatta. Kim Udzsin (Kim Ujin) (1897–1926) például arra koncentrált, hogyan próbálnak az átlagemberek menekülni a gyarmati élet mindennapi problémái elől.

## Didaktikus műfajok

### Akcsang(Akjang)
Az akcsang (akjang) a koreai udvari zenéhez írt dalszövegeket foglalja magában, melyek főképp a Csoszon (Joseon)-kor elején voltak népszerűek. Ezek a szövegek teljesen érzelemmentesek, az uralkodók erényeit taglalják, vagy a konfuciánus értékrendet hirdetik. Emiatt didaktikus műfajként tartják számon. A királyokat hősökként mutatja be, a konfuciánus politikai ideálnak megfelelően.

## Kevert Műfajok

### Kasza(Gasa)
A rím nélküli kasza (gasa) a korjói (goryeói) kjonggicshe (gyeonggiche) (경기체) műfajára vezethető vissza, de lényegesen hosszabb lélegzetvételű annál, akár több ezer soros is lehet. A nemes férfiak mellett a nők és a köznép tagjai is írtak ilyen verseket, utóbbiak írástudatlanok lévén szóban, és énekelve adták elő.